# آنتوان کوازوو
آنتوان کوازوو (فرانسوی: Antoine Coysevox‎؛ ۲۹ سپتامبر ۱۶۴۰ – ۱۰ اکتبر ۱۷۲۰) مجسمه‌ساز سبک باروک اهل فرانسه بود. وی بیشتر به خاطر مجسمه‌اش در تزئین باغ‌ها و کاخ ورسای شناخته می‌شود. او اولین کار خود را در مجسمه‌سازی مدونا زمانی که تنها هفده سال داشت انجام داد.